# Elephas hysudricus
Elephas hysudricus és una espècie extinta de mamífer proboscidi de la família dels elefàntids que visqué al subcontinent indi i, molt probablement, en allò que avui en dia són les illes de la Sonda entre el Pliocè i el Plistocè. Aparegué fa uns 2,7 milions d'anys a la zona de les muntanyes Siwalik. Podria ser l'avantpassat directe de l'elefant asiàtic (E. maximus) i de E. hysudrindicus, una altra espècie extinta trobada a Java.